# Stadtcafé Ottensen

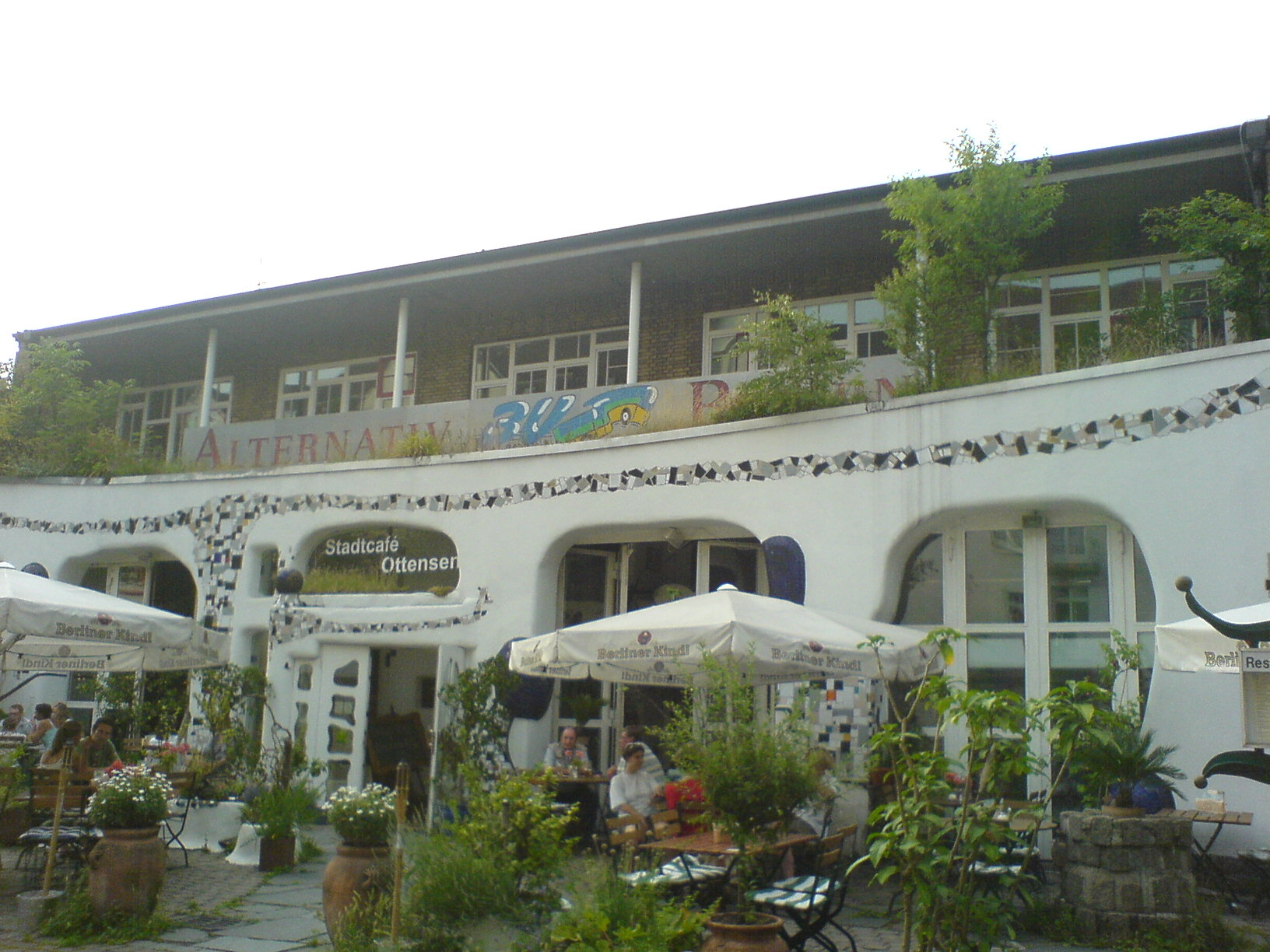
Das unter dem Einfluss Hundertwassers gestaltete Stadtcafé, Zustand 2006

Das Gebäude des Stadtcafé Ottensen im Hamburger Stadtteil Ottensen ging in seiner Gestaltung auf Ideen des Künstlers Friedensreich Hundertwasser zurück.
Das in einer ehemaligen Feuerwache an der Behringstraße in Ottensen untergebrachte Stadtcafé wurde durch die Hamburger Designerin Jule Beck nach Vorbildern und unter der kreativen Beratung von Friedensreich Hundertwasser in dessen typischem Stil gestaltet. An den Fassaden und der Inneneinrichtung des Gästeraums gab es keine geraden Linien und keine rechten Winkel, die Baukörper folgten organischen Formen und waren bunt mit Keramikscherben dekoriert.
Das Café wurde wegen Baufälligkeit 2009 geschlossen, 2013 erfolgte der weitgehende Abriss des Gebäudes mit dem Plan ein neues, mehrstöckiges Wohngebäude an dieser Stelle zu errichten. Nach dem Protest einer Bürgerinitiative wurde der Kompromiss geschlossen, die Fassade zu erhalten und in das neue Gebäude zu integrieren sowie das Café originalgetreu im Erdgeschoss wieder einzubauen. Die Neueröffnung erfolgte im Juli 2015. Im Mai 2018 wurde das Café umbenannt und trug seitdem den Namen Behrings. Am 1. Januar 2019 wurde das Behrings in Ottensen geschlossen.